# Virgil Miller
Pour les articles homonymes, voir Miller.
Virgil Miller (parfois crédité Virgil E. Miller), né le 20 décembre 1887 à Coffeen (Illinois), mort le 5 octobre 1974 à Los Angeles — Quartier d'Hollywood (Californie), est un directeur de la photographie américain, membre de l'ASC.

## Biographie
Virgil Miller débute comme chef opérateur sur deux films sortis en 1917, A Stormy Night (avec Jean Hersholt et Agnes Vernon) et The Man Trap (avec Herbert Rawlinson et Ruby Lafayette), tous deux réalisés par Elmer Clifton. 
Durant la période du muet, il collabore à près de soixante-dix films américains, dont des westerns réalisés par Edward Sedgwick et ayant pour vedette Hoot Gibson, comme The Hurricane Kid en 1925.
Après six films sortis en 1929, Virgil Miller ne revient au cinéma qu'à partir de 1936, sur le western Drift Fence (en) d'Otho Lovering (avec Buster Crabbe et Katherine DeMille) et le mélodrame Le Jardin d'Allah de Richard Boleslawski (avec Marlène Dietrich et Charles Boyer).
Par la suite, il contribue principalement à des films de série B, dont le film d'horreur La Malédiction de la Momie de Leslie Goodwins (1944, avec Lon Chaney Jr. et Virginia Christine). Son dernier film est le western I Killed Wild Bill Hickok (en) de Richard Talmadge (avec Denver Pyle et Helen Westcott), sorti en 1956. 
Fait notable, il travaille aux côtés du réalisateur Roy William Neill sur trois films consacrés au détective Sherlock Holmes (Basil Rathbone) et à son comparse le docteur Watson (Nigel Bruce), La Perle des Borgia (1944), La Femme en vert (1945) et La Maison de la peur (1945).
En 1953, Virgil Miller obtient son unique nomination à l'Oscar de la meilleure photographie, pour le documentaire Navajo de Norman Foster (avec Hall Bartlett), sorti en 1952.

## Filmographie partielle
(comme directeur de la photographie, sauf mention contraire)
- 1917 : A Stormy Night d'Elmer Clifton
- 1917 : The Man Trap d'Elmer Clifton
- 1918 : The Guilt of Silence d'Elmer Clifton
- 1920 : Pink Tights de B. Reeves Eason
- 1921 : Sure Fire de John Ford
- 1921 : Cheated Hearts d'Hobart Henley
- 1921 : Luring Lips de King Baggot
- 1921 : Red Courage de B. Reeves Eason
- 1922 : The Black Bag de Stuart Paton
- 1922 : Ridin' Wild de Nat Ross
- 1922 : Tu ne tueras point (The Trap), de Robert Thornby
- 1922 : The Scrapper d'Hobart Henley
- 1922 : Man Under Cover de Tod Browning
- 1922 : The Lone Hand de B. Reeves Eason
- 1922 : Don't Shoot de Jack Conway
- 1923 : L'Outsider (The Ramblin' Kid) de Edward Sedgwick
- 1923 : Un gentilhomme d'Amérique (The Gentleman from America) de Edward Sedgwick
- 1923 : Marin d'eau douce (Out of Luck) de Edward Sedgwick
- 1923 : Notre-Dame de Paris (The Hunchback of Notre Dame) de Wallace Worsley
- 1923 : Suprême Amour (en) (Nobody's Bride) d'Herbert Blaché
- 1923 : La Flamme de la vie (The Flame of Life) de Hobart Henley
- 1924 : Hook and Ladder d'Edward Sedgwick
- 1925 : Le Fantôme de l'Opéra (The Phantom of the Opera) de Rupert Julian
- 1925 : Lorraine of the Lions d'Edward Sedgwick
- 1925 : The Hurricane Kid d'Edward Sedgwick
- 1926 : Broken Hearts of Hollywood de Lloyd Bacon
- 1926 : The Runaway Express d'Edward Sedgwick
- 1926 : Private Izzy Murphy de Lloyd Bacon
- 1927 : Irish Hearts de Byron Haskin
- 1927 : Finger Prints de Lloyd Bacon
- 1928 : Captain Careless de Jerome Storm
- 1928 : Cité de la terreur (Gang War) de Bert Glennon
- 1928 : Guardians of the Wild d'Henry MacRae
- 1928 : Young Whirlwind de Louis King
- 1929 : Come and Get It ! de Wallace Fox
- 1929 : The Woman I Love de George Melford
- 1936 : Drift Fence d'Otho Lovering
- 1936 : Le Jardin d'Allah (The Garden of Allah) de Richard Boleslawski
- 1936 : Le Petit Lord Fauntleroy (Little Lord Fauntleroy) de John Cromwell (comme technicien des effets visuels)
- 1937 : Charmante Famille (Danger : Love at Work) d'Otto Preminger
- 1937 : Courage de cow-boy (en) (Courage of the West) de Joseph H. Lewis
- 1937 : Le Serment de M. Moto (Thank You, Mr. Moto) de Norman Foster
- 1938 : M. Moto court sa chance (Mr. Moto Takes a Chance) de Norman Foster
- 1938 : Time Out for Murder d'H. Bruce Humberstone
- 1939 : Inside Story de Ricardo Cortez
- 1939 : Mr. Moto's Last Warning de Norman Foster
- 1939 : Charlie Chan à Reno (Charlie Chan in Reno) de Norman Foster
- 1939 : The Honeymoon's Over d'Eugene Forde

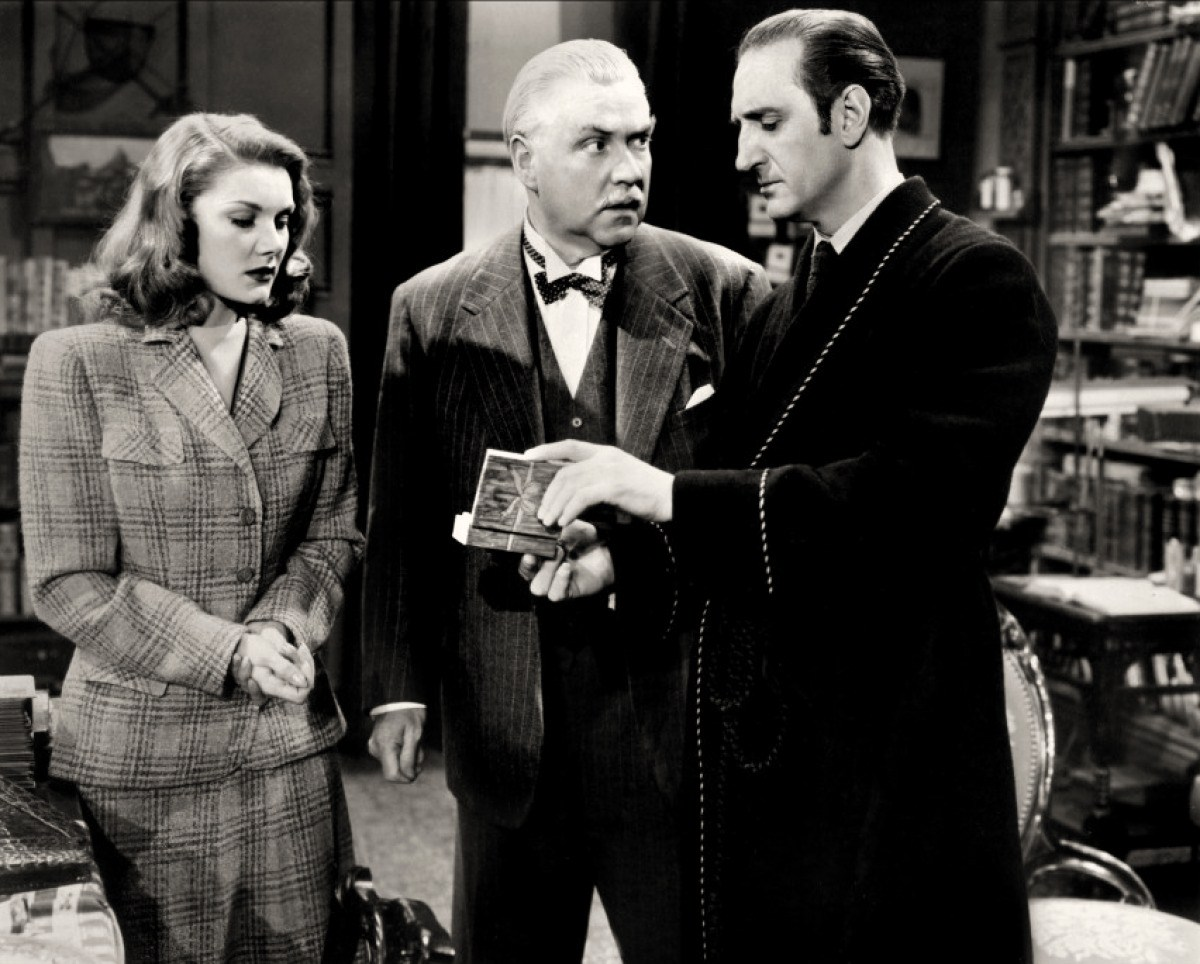
La Femme en vert (1945) :
Eve Amber, Nigel Bruce et Basil Rathbone

- 1939 : Chasing Danger de Ricardo Cortez
- 1940 : Quai numéro treize (Pier 13) d'Eugene Forde
- 1940 : Murder Over New York d'Harry Lachman
- 1940 : Manhattan Heartbeat de David Burton
- 1941 : Âge ingrat (Small Town Deb) de Harold D. Schuster
- 1942 : Correspondant de guerre (Berlin Correspondent) d'Eugene Forde
- 1944 : Weird Woman de Reginald Le Borg
- 1943 : Le Docteur de la mort (Calling Dr. Death) de Reginald Le Borg
- 1944 : La Perle des Borgia (The Pearl of Death) de Roy William Neill
- 1944 : Trial by Trigger de William C. McGann
- 1944 : La Malédiction de la Momie (The Mummy's Curse) de Leslie Goodwins
- 1945 : La Femme en vert (The Woman in Green) de Roy William Neill
- 1945 : Soudan (Sudan) de John Rawlins
- 1945 : La Maison de la peur (The House of Fear) de Roy William Neill
- 1945 : The Falcon in San Francisco (en) de Joseph H. Lewis
- 1947 : L'Étalon rouge de Lesley Selander
- 1947 : Michigan Kid de Ray Taylor
- 1952 : Navajo de Norman Foster (documentaire)
- 1953 : Crazylegs de Francis D. Lyon
- 1953 : Murder Without Tears (en) de William Beaudine
- 1955 : Prisons sans chaînes (Unchained) de Hall Bartlett
- 1956 : I Killed Wild Bill Hickok de Richard Talmadge

## Distinction
- Nomination en 1953 à l'Oscar de la meilleure photographie, catégorie noir et blanc, pour le documentaire Navajo.